# Чкоидзе, Георгий Гиевич
Георгий Гиевич Чкоидзе (груз. გიორგი გიას ძე ჭყოიძე; 17 мая 1991, Тбилиси, Грузия) — грузинский регбист, выступающий за клуб «Локомотив-Пенза» и сборную Грузии.

## Биография
Воспитанник академии «Лело». В регби привел друг в 13 лет. Первый профессиональный клуб «Джики» из Гори. В сезоне 2016-2017 стал чемпионом страны в его составе. В 2018 вернулся в «Лело». В январе 2019 года перебрался в российский клуб «Локомотив-Пенза».

## Карьера в сборной
В 2010 году стал чемпионом Европы U-19, был капитаном команды (играл на позиции восьмого номера). На взрослом уровне первоначально (в 2013 году) выступал за сборную по регби-7, сыграл 17 игр, набрал 35 очков. В сборной по регби-15 дебютировал 11 февраля 2017 года против Бельгии. Также привлекался в ряды второй сборной (Грузия-А).

## Личная жизнь
Любимый игрок — Мамука Горгодзе. Помимо Грузии, болеет за ЮАР.